# Михайличенко, Антон Евгеньевич
Антон Евгеньевич Михайличенко (1910—1944) — красноармеец Рабоче-крестьянской Красной Армии, участник Великой Отечественной войны, Герой Советского Союза (1944).

## Биография
Антон Михайличенко родился 13 мая 1910 года в селе Скельки (ныне — Васильевский район Запорожской области Украины). После окончания начальной школы работал в промартели. В 1941 году Михайличенко был призван на службу в Рабоче-крестьянскую Красную Армию. В октябре 1941 года оказался в окружении, до освобождения жил в родном селе в оккупации. В ноябре 1943 года Михайличенко повторно был призван в армию. К февралю 1944 года гвардии красноармеец Антон Михайличенко был пулемётчиком 5-й гвардейской отдельной мотострелковой бригады 3-й гвардейской армии 4-го Украинского фронта. Отличился во время освобождения Днепропетровской области Украинской ССР.
7 февраля 1944 года в составе своего батальона Михайличенко переправился через Днепр в районе Никополя и принял активное участие в боях за захват и удержание плацдарма на его западном берегу, лично уничтожив две вражеские огневые точки. 8 февраля он совершил 24 рейса, переправив большое количество бойцов и командиров на захваченный плацдарм. Во время боёв за Никополь Михайличенко в числе первых ворвался в город, лично уничтожив 26 солдат и офицеров противника, сам был ранен, но продолжал сражаться.
Указом Президиума Верховного Совета СССР от 19 марта 1944 года за «мужество, отвагу и героизм, проявленные в борьбе с немецкими захватчиками» гвардии красноармеец Антон Михайличенко был удостоен высокого звания Героя Советского Союза. Орден Ленина и медаль «Золотая Звезда» он получить не успел, так как в том же марте 1944 года пропал без вести.
В честь Михайличенко установлен памятник в его родном селе.